# 理查德·哈密爾頓 (藝術家)
理查德·威廉·哈密爾頓，CH（英語：Richard William Hamilton，1922年2月24日—2011年9月13日），英國畫家及拼貼藝術家，有英國「普普藝術之父」之稱，其1956年作品《是什麼讓今日的住家如此不同，如此吸引人？》被認為是普普藝術最早期的作品之一。

## 外部連結
- HUFF POST悼文 （页面存档备份，存于）
- BBC悼文 （页面存档备份，存于）
- 每日電訊報悼文 （页面存档备份，存于）